# Bredmossen syd
Bredmossen syd este o arie protejată (arie specială de conservare — SAC, sit de importanță comunitară — SCI, arie de protecție specială avifaunistică — SPA) din Suedia întinsă pe o suprafață de 133,2 ha, integral pe uscat.

## Localizare
Centrul sitului Bredmossen syd este situat la coordonatele 60°08′21″N 16°05′00″E / 60.1393°N 16.0834°E.

## Înființare
Situl Bredmossen syd a fost declarat sit de importanță comunitară în ianuarie 1997 pentru a proteja 4 specii de animale. Alte tipuri de protecție:
- arie de protecție specială avifaunistică (în ianuarie 1998)[2]
- arie specială de conservare (în martie 2011)[1][3][4]

## Biodiversitate
Situată în ecoregiunea boreală, aria protejată conține 4 habitate naturale: Taiga vestică, Mlaștini împădurite, Mlaștini turboase de tranziție și turbării mișcătoare, Turbării active.
La baza desemnării sitului se află mai multe specii protejate de  păsări (4): cocoșul de mesteacăn (Bonasa bonasia), cocor (Grus grus), cocoșul de mesteacăn (Tetrao tetrix tetrix),  cocoș de munte (Tetrao urogallus).